# Jacques Presser

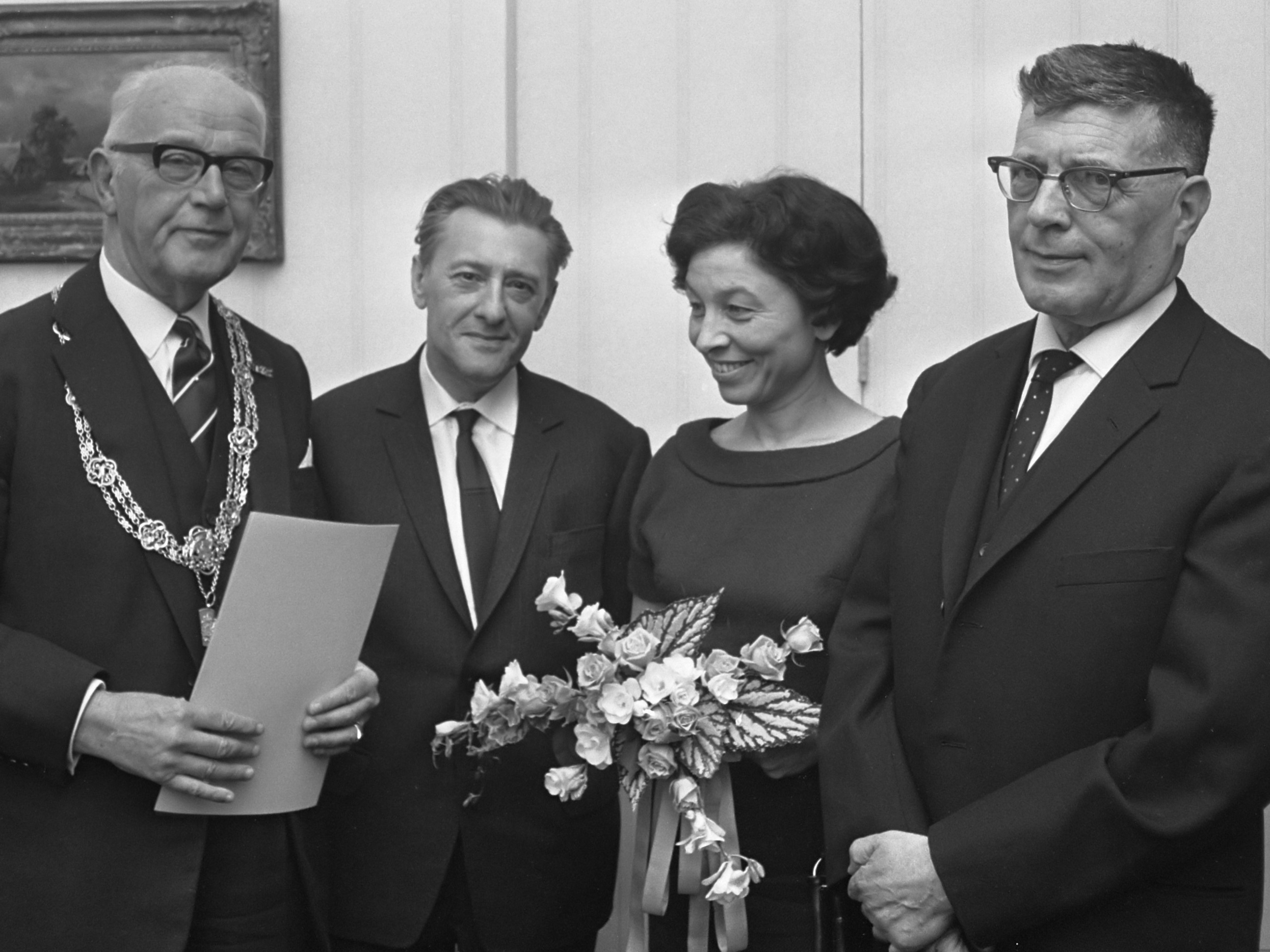
Hans Kolfschoten, Louis Paul Boon, Hanny Michaelis & Jacques Presser (1967)

Jacques (Jacob) Presser (* 24. Februar 1899 in Amsterdam; † 30. April 1970 in Bergen aan Zee) war ein niederländischer Historiker.

## Leben
Nach dem Studium der Geschichte und des Niederländischen promovierte Jacques Presser 1926 an der Universität Amsterdam. Er schlug eine Laufbahn als Lehrer ein und unterrichtete Geschichte am Vossius Gymnasium in seiner Heimatstadt. Einer seiner Schüler, dem er ein Leben lang verbunden blieb, war Loe de Jong.
Nach der Besetzung der Niederlande durch die deutsche Wehrmacht 1940 wurde er aufgrund seiner jüdischen Religionszugehörigkeit aus dem Schuldienst entlassen. Nachdem Pressers Ehefrau Debora Suzanna Appel 1943 ins Vernichtungslager Sobibor deportiert und dort ermordet worden war, tauchte Presser unter. Bis zum Kriegsende hielt er sich bei Freunden versteckt.
Er verfasste eine Biographie Napoleon Bonapartes, welche sich außerordentlich kritisch mit dem Werdegang, der Persönlichkeit, dem politischen Wirken und den Kriegen Napoleons auseinandersetzt; sie erschien 1946. Bereits in der Einleitung lässt Presser keinen Zweifel daran offen, dass eine der hauptsächlichen Intentionen seines Bestrebens in der Ausräumung der mannigfaltigen Beschönigungen und Legenden um Napoleon zu sehen ist. Er zeigt ihn als skrupellosen Eroberer und als perfekten Organisator der ersten modernen Diktatur, die zum Vorbild aller späteren Diktaturen wurde. Presser geht kritisch mit dem Menschen und Machthaber Napoleon ins Gericht, mit seiner Zeit, seinen Verehrern und Feinden – und auch mit jenen, die zu seiner Legende beigetragen haben. Gegen die deutsche Ausgabe polemisierte 1978 Peter Klassen in einer Rezension für die Historische Zeitschrift mit Herabsetzungen wie „Schmähschrift“ und „tendenziöses Machwerk“: „Breite Schilderungen des Kriegselends, das der „große Menschenschlächter“ verursacht, dem übergeordnete Ziele ganz fehlen, ersetzen die tieferen Zusammenhänge.“ Die offensichtlichen Parallelen zu Adolf Hitler missfielen dem Diplomaten Klassen, der im Dritten Reich als Judenberater des Reichssicherheitshauptamts (RSHA) in Paris eingesetzt war. Dagegen war die Rezension in Die Zeit positiv: „keine Napoleon-Darstellung der letzten zwanzig Jahre vermittelt so wichtige Einsichten ... Der temperamentvolle, farbige, die Mittel der Ironie und des Witzes ausgiebig einsetzende Stil Pressers garantiert eine geradezu muntere Lektüre“.
Kurz nach dem Erscheinen der Biographie erhielt Presser ein Lektorat für Geschichte an der Universität von Amsterdam; 1948 wurde er Professor für Zeitgeschichte. 1959 wurde er zum Professor für Neuere Geschichte ernannt.
1965 veröffentlichte er seine Darstellung der Verfolgung und Vernichtung der niederländischen Juden zu Zeiten der deutschen Besatzung während des Zweiten Weltkrieges, sein eigentliches Hauptwerk, an dem er 15 Jahre gearbeitet hatte und das vom niederländischen Staatlichen Institut für Kriegsdokumentation veröffentlicht wurde.
Im Alter von 71 Jahren verstarb Jacques Presser am 30. April 1970 in Bergen aan Zee.

## Werke (Auswahl)
- Das Buch „De Tribus Impostoribus“ (Von den drei Betrügern) (Doktorarbeit, Universität von Amsterdam). Verlag H.J. Paris, Amsterdam 1926; 169 S.
- De Tachtigjarige Oorlog (unter Pseudonym). Elsevier, Amsterdam 1941. Neuauflage (unter eigenem Namen) 1948; 6. Auflage 1978; 384 S.
- Napoleon: Historie en legende. Elsevier, Amsterdam 1946; 7. Auflage 1978; 632 S.
  - Deutsche Übersetzung: Napoleon. Das Leben und die Legende. Aus dem Niederländischen von Christian Zinsser. Deutsche Verlags-Anstalt, Stuttgart 1977; 608 S. Neuauflage: Manesse Verlag, Zürich 1990, 1997; 1024 S., ISBN 3-7175-8156-2 Auch erschienen unter dem Titel: Napoleon: die Entschlüsselung einer Legende. Rowohlt, Reinbek bei Hamburg 1979.
- Amerika. Van kolonie tot wereldmacht („Amerika. Von Kolonie zu Weltmacht“. Geschichte der Vereinigten Staaten). Elsevier, Amsterdam 1949. (4., überarbeitete, Auflage 1976; 592 S.)
- Die Nacht der Girondisten. Aus dem Niederländischen von Edith Rost-Blumberg. In: Marga Minco: Das bittere Kraut. Eine kleine Chronik / Jacob Presser: Die Nacht der Girondisten. Rowohlt, Hamburg 1959, S. 75–145.
- Ondergang. De vervolging en verdelging van het Nederlandse Jodendom 1940–1945 [„Untergang. Die Verfolgung und Vernichtung des niederländischen Judentums 1940–1945“]. 2 Bände. Staatsdrukkerij/Martinus Nijhoff, Den Haag 1965. (8. Auflage. 1985; 526 + 564 S.) (online bei Digitale Bibliotheek voor de Nederlandse Letteren).
  - Gekürzte englische Übersetzung: Ashes in the wind: The destruction of Dutch Jewry. Aus dem Niederländischen von Arnold Pomerans. Souvenir, London 1968. Neuausgabe 2010; 556 S.; mit einem Nachwort von Dienke Hondius. ISBN 978-0-28563813-6. Amerikanische Erstausgabe: The Destruction of the Dutch Jews. E. P. Dutton, New York, 1969; 556 S.
- Arm in goldenem Zeitalter. In: Acta Comeniana. Revue internationale des études comeniologiques. 2. Jahrgang, Heft 26, 1970, S. 179–182.
- The Judenrat in the Netherlands. In: Rachel Erlich, Max Weinreich u. a.: Imposed Jewish Governing Bodies under Nazi Rule. YIVO Colloquium, December 2–5, 1967. YIVO Institute for Jewish Research, New York 1972, OCLC 916174016, S. 54–70.
- Die Nacht der Girondisten: Novelle. Aus dem Niederländischen von Mirjam Pressler. Mit einem Vorwort von Primo Levi. Frankfurter Verlags-Anstalt, Frankfurt am Main 1991 (Neuausgabe 1994); 128 S.

## Auszeichnung
- 1957: Lucy B. en C.W. van der Hoogtprijs für De nacht der Girondijnen